# Асим Пецо
Асим Пецо (Ортијеш код Мостара, 24. јул 1927 — Београд, 7. децембар 2011) био је српски филолог (из Херцеговине), лингвиста, академик и редовни професор Универзитета у Београду. Његов легат налази се у Удружењу за културу, уметност и међународну сарадњу „Адлигат”.

## Биографија
Рођен у муслиманској породици оца Јусуфа и мајке Хајрије, основну школу завршио је на Буни а шест разреда гимназије у Мостару. Даље се школовао у Сарајеву. Од 1945. до 1947. радио као учитељ у Хутову код Чапљине. Школску 1947/1948. провео је на дужности референта за народно просвећивање у Прозору.
Септембра 1948. уписао се на Вишу педагошку школу у Сарајеву. Дипломира на групи за српскохрватски језик и југословенске књижевности са одличним успехом јуна 1950. Као одличан студент, продужио је студије на Филозофском факултету у Београду, где је дипломирао на групи за јужнословенске језике и општу лингвистику у октобру 1952. (просечна оцена 9,50).
После свршеног студија, примљен на Катедру за јужнословенске језике као професор-приправник. Када је одслужио војни рок у Битољу, јануара 1957. наставља рад на тој катедри као асистент. Од октобра 1957. до јула 1960. лектор је за српскохрватски језик на Универзитету у Стразбуру (Француска). У новембру 1958. одбрањује докторску дисертацију Говор источне Херцеговине. Децембра 1960. изабран за доцента, октобра 1968. за ванредног, а у јуну 1972. за редовног професора Филолошког факултета Универзитета у Београду.
Наш језик предавао је као гостујући професор на Универзитету у Лењинграду. Од 1952. до 1992. одржао је предавања и суделовао на научним скуповима у Москви, Лењинграду, Кијеву, Варшави, Кракову, Прагу, Братислави, Софији, Берлину, Лајпцигу, Хамбургу, Манхајму, Констанцу, Стразбуру, Паризу, Фиренци, Лидсу, Упсали, Букурешту и другде. Објавио је преко 500 већих и мањих радова. У пензији је од 1992.
Члан Академије наука и умјетности Босне и Херцеговине ван редовног састава од 1978. и дописни члан Црногорске академије наука и умјетности од 2003.
Пецо се највише бавио дијалектологијом и акцентологијом, али писао је и чланке из нормативне лингвистике и стандардологије, више пута о језику писаца, а доста је допринео и проучавању говора са простора Босне и Херцеговине у Босанскохерцеговачком дијалектолошком зборнику и уређујући га.
Био је члан уредништва Јужнословенског филолога, Српског дијалектолошког зборника и Нашег језика.

## Награде
- Награда града Мостара, 14. фебруар 1986.
- Веселин Маслеша, Сарајево, 1986.[2]
- Вукова награда, Београд, 1990.[2]
- Повеља бана Кулина, Сарајево, 2011.

## Дела
Књиге
- Говор источне Херцеговине, Београд, 1964.
- Језик наш свагдашњи, Сарајево, 1969.
- Икавскошћакавски говори западне Босне, И књига: Сарајево, 1975; ИИ књига: Сарајево, 1982.
- Икавскошћакавски говори западне Херцеговине, Сарајево, 1986.
- Стазама нашега језика, Београд, 1986.
- Турцизми у Вуковим рјечницима, Београд, 1987.
- До Вука и од Вука — нашим језичким стазама, Никшић, 1990.
- Књижевни језик и народни говори, Мостар, 1990.
- Вуковим језичким стазама, Ваљево, 1990.
- Писци и њихов језик, Београд, 1995.
- Акценти и дужине у српскохрватском језику, Београд, 1991.
- Изабрана дјела, I-VI, Босанско филолошко друштво — Академија наука БиХ — «Бемуст», Сарајево, 2007. (И. Говори источне и централне Херцеговине ИИ. Говори западне Херцеговине ИИИ. Икавскошћакавски говори западне Босне И (Увод и фонетика) ИВ. Икавскошћакавски говори западне Босне ИИ (Акценти, облици, текстови) В. Радови о турцизмима ВИ. Језик књижевног текста)

Универзитетски уџбеници
- Преглед дијалеката српскохрватског језика, Београд (више издања)
- Основи акцентологије српскохрватског језика, Београд (више издања)
- Акценатска читанка, Београд (више издања)

У коауторству
- Информатор о српскохрватском језику, (с Митром Пешиканом), Београд, 1967.
- Ресавски говор, (с Б. Милановићем), Београд, 1968.
- Српскохрватски језик, Мозаик знања, (са Живојином Станојчићем, Београд, 1972.